# Jolly Roger
La Jolly Roger és el nom donat a la bandera de proa pirata que representa els símbols escollits pels pirates. La utilització d'una bandera negra és assenyalada per primera vegada el 1700 per un vaixell anglès atacat pel pirata francès Emmanuel Wynne, a l'altura de Cuba. L'expressió Jolly Roger apareix per primera vegada el 1724 en el llibre Història general dels pirates atribuït a un Captain Johnson que alguns creuen ser un pseudònim de Daniel Defoe.

## Origen
L'origen del nom és desconegut i molt discutit. Segons alguns, el terme anglès jolly roger seria una deformació de joli rouge ('roig bonic'), sent el roig el color inicial de certes banderes de proa dels pirates francesos. No hi ha desgraciadament cap font d'època que testifiqui l'ús de l'expressió joli rougel per marins francòfons. De fet, els capitans de nau, no sols els pirates, tenien de vegades dues banderes de proa: l'una negra o blanca per a requerir al vaixell inspeccionat l'ordre de rendir-se sense combat; la segona, roja, significava 'sense treva' i mort garantida per a tota la tripulació del vaixell abordat. La bandera roja "sense treva" és emprada cap a la fi del segle xvii per les marines reials (francesa i anglesa) així com pels corsaris dels dos països. Diversos historiadors anglesos prefereixen una explicació basada en la utilització del sobrenom Old Roger per a parlar del diable.

## Imatgeria
El cap de mort i les tíbies, els símbols més coneguts, eren ja presents en la imatgeria mortuòria al segle xv. La seva presència sobre una làpida no és de cap manera una prova que l'ocupant fos pirata. El sabre és un altre element que hi apareix de vegades i simbolitza la força; el rellotge de sorra, al qual s'hi afegien de vegades unes ales, simbolitza la fugida del temps. Entre els altres símbols, un es fixa en el cor perforat per una llança, de vegades acompanyat de gotes de sang.

Actualment, vaixells de lleure arboren algun cop de manera humorística la "bandera pirata". Molts s'exposen a una multa; la tramesa de tal bandera de proa seria efectivament castigada per la llei. Ara bé, cap text reglamentari no prohibeix l'ús d'aquesta bandera de proa, hissada sota les fletxes de babord.

## Exemples deJolly Roger
Noti's que la majoria de les banderes atribuïdes a personatges cèlebres són d'invenció recent o, en els millors dels casos, són interpretacions modernes a partir de descripcions antigues i sovint incompletes.

Calico Jack Rackham
Emanuel Wynne
Barbe Noire (Edward Teach)
Henry Every
Thomas Tew
Stede Bonnet
Edward England
Christopher Moody
John Quelch
Bartholomew Roberts
Bartholomew Roberts
Walter Kennedy
Edward Low
Richard Worley
Christopher Condent